# Колосс Константина
Колосс Константина — частично сохранившаяся гигантская портретная статуя древнеримского императора Константина Великого, остатки которой, включая голову, хранятся в Палаццо-дей-Консерватори в римских Капитолийских музеях.

## Описание
Статуя императора была выполнена в акролитовой технике, то есть с использованием мрамора для тела и расписного или позолоченного дерева для одежд; сверху, возможно, была покрыта бронзой. Она изображала Константина сидящим. Её размер был велик — высота сохранившейся головы составляет 2,5 м. Помимо головы, сохранились другие мраморные части — ступни, кисти рук. Судя по ним, вычисляют, что примерный размер памятника равнялся 12 метрам в высоту.
Первоначально колоссальная статуя размещалась в западной апсиде Базилики Максенция — здание выполняло не сакральные, а государственные функции, и статуя императора символизировала его божественную власть и присутствие во время свершения дел. Разбита статуя была, скорее всего, во время нашествия вандалов, возможно, мародёрами, снявшими с неё бронзу. В Новое время статуя была извлечена на свет лишь в 1486 году, её разместили в Палаццо Консерваторов.

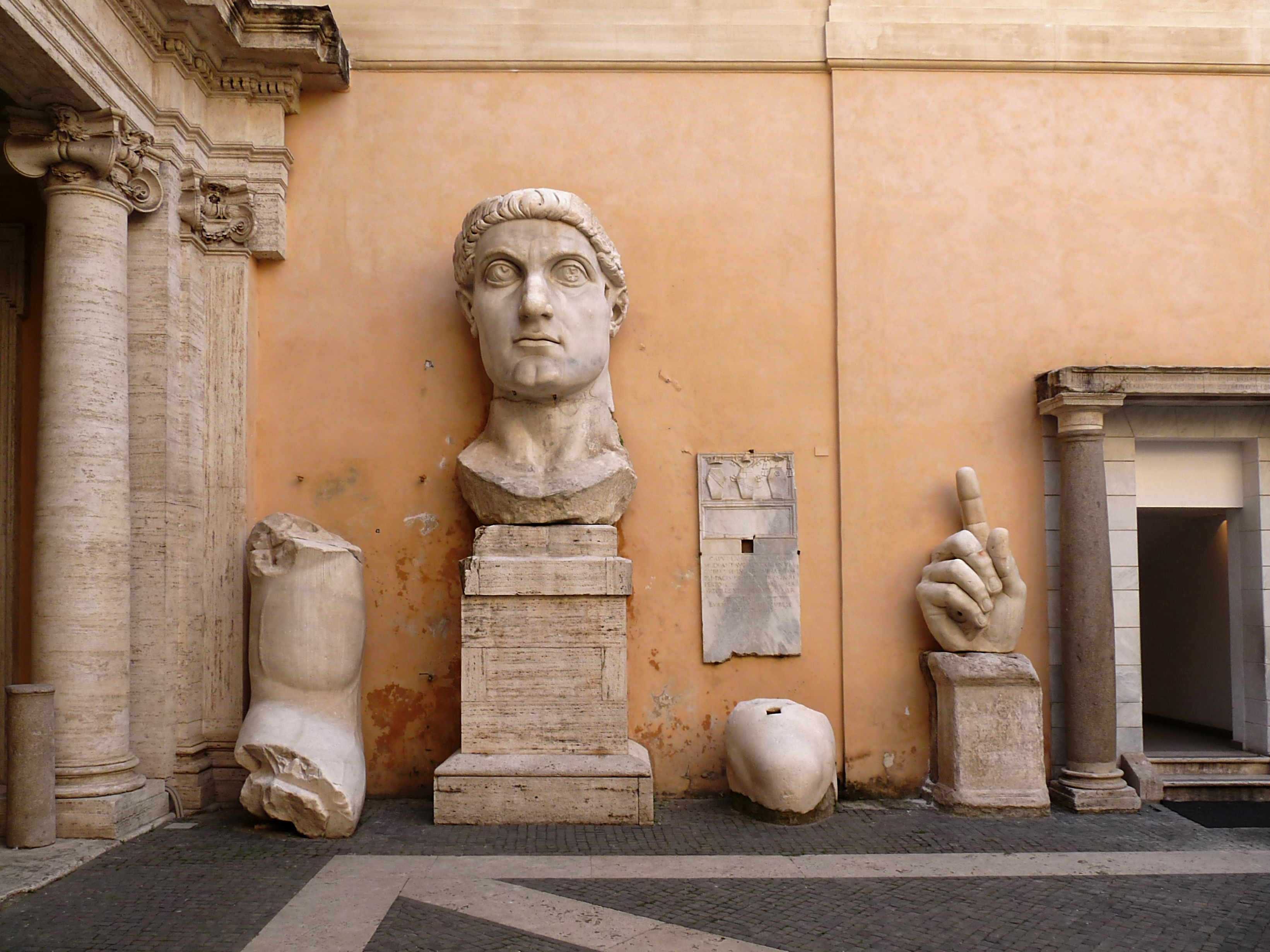

Порядок расположения фрагментов во дворике Палаццо: правая рука (с локтем), голова, правое колено, правая ладонь, затем вход в музей, левая голень, правая нога, левая коленная чашечка, затем колонна, а потом левая нога. Любопытно, что правая рука присутствует в количестве двух экземпляров, чуть-чуть отличающихся друг от друга. Согласно выдвинутому предположению, статую переделывали где-то в конце правления Константина, и рука, державшая скипетр, была заменена на руку, держащую христианский символ.

## Стиль

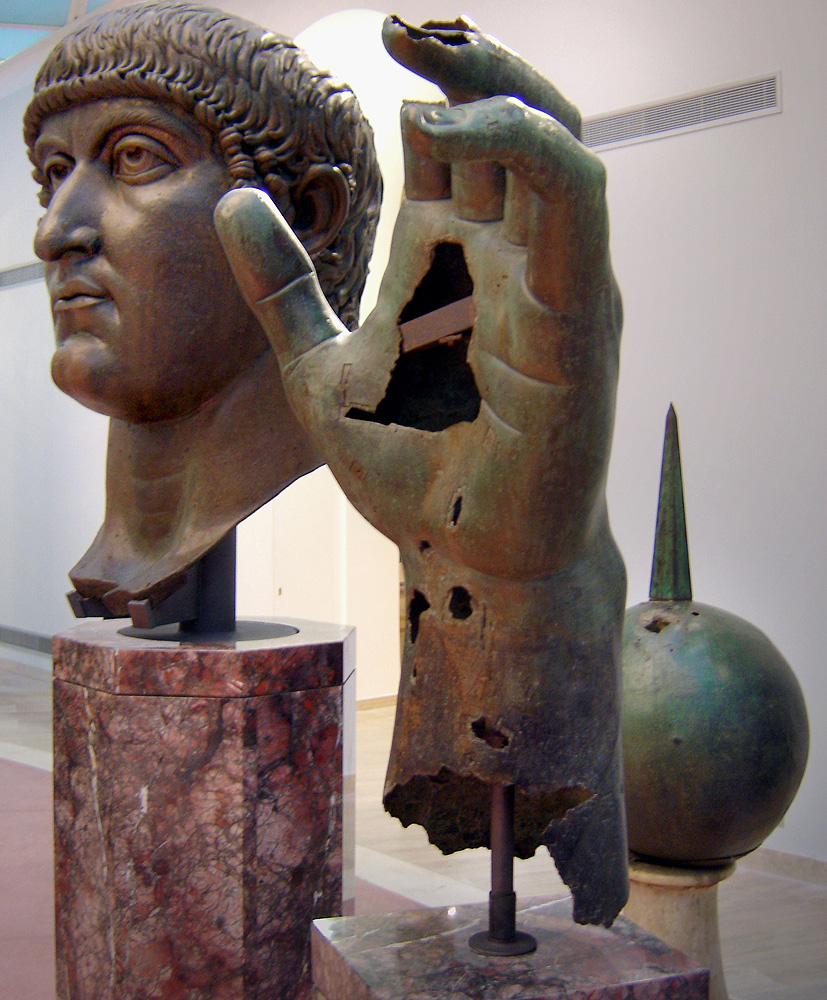
Фрагменты бронзового колосса Константина

«Голова Константина является наиболее ярким образцом того иконообразно-репрезентативного официального портрета, который окончательно складывается в эту эпоху. О портретном сходстве здесь нет уже и речи. Это лицо является отвлеченным образом императора — земного божества. Трактовка образа властителя в древневосточном искусстве, несомненно, оказала большое влияние на сложение этого типа изображения. Строгая симметрия, моделировка большими нерасчлененными плоскостями, четко очерченные губы красивого рисунка, традиционная прическа в виде ровного валика полукруглых локонов над лбом и правильные дуги бровей характерны для подобных изображений. Огромные глаза с большими, обозначенными широкими дугообразными врезами зрачками придают этому лицу выражение замкнутого, недоступного для простых смертных величия. Голова императора Константина представляет определенное направление в развитии портрета этого времени, которое можно назвать официальным».

Аналогичный памятник, также фрагментированный, только выполненный из бронзы, хранится во внутренних помещениях того же музея.

## Реконструкция
В 2022 году для выставки "Recycling Beauty" в Милане была создана полномасштабная реконструкция колосса Константина. Оригинальные мраморные фрагменты были отсканированы, воссозданы с помощью технологии 3D-моделирования. Недостающие участки были добавлены на основе научных реконструкций. В феврале 2024 года статуя была установлена в Риме.